# Danny Ross
Kapetan Danny Ross je fiktivni lik iz serije Zakon i red: Zločinačke nakane kojeg je igrao Eric Bogosian. 

## Odjel za teške zločine
Danny Ross se prvi put pojavio u epizodi "Blind Spot" kao nasljednik kapetana Jamesa Deakinsa (Jamey Sheridan). Poziciju kapetana Odjela za teške zločine dobio je kao nagradu za svoje zasluge oko suzbijanja pranja novca.
Ross ima puno praktičniji pristup administraciji Odjela nego njegov prethodnik Deakins. Često sam ide na teren, naročito kad je upitanju uhićenje, i nerijetko ga se može vidjeti kako sudjeluje u ispitivanju optuženih. Nije previše tolerantan prema neortodoksnim metodama koje koristi det. Robert Goren (Vincent D'Onofrio), a koristi det. Megan Wheeler (Julianne Nicholson), kojoj je i prije bio nadležni, kako bi nadgledao det. Mikea Logana (Chris Noth). Redovito zahtjeva da ga detektivi izvještavaju o tijeku slučaja. U prvoj epizodi 9. sezone saznajemo kako Ross radi s FBI-jem na tajnom zadatku. Tijekom susreta s jednim od osumnjičenih u slučaju, Ross u autu dobiva fotografije koje ga prikazuju s FBI-jevom agenticom. U trenutku kada pokuša izvaditi svoj pištolj, biva propucan s nekoliko metaka malog kalibra i tako pogiba. Njegovi partneri Goren, Eames i Nichols započinju istragu kako bi otkrili krivca. Na mjestu kapetana nasljeđuje ga Zoe Callas.

## Privatni život
Ross je razveden i ima dva sina u dobi od 15 i 11 godina, za koje se jako brine. Tijekom jednog slučaja u kojem je učiteljica imala afere sa svojim učenicima, Logan ga je pitao što bi napravio da učitelj spava s jednim od njegovih sinova. Ross je rekao da bi ih prepolovio, neovisno o tome radi li se o ženi ili o muškarcu. U drugom slučaju, Ross i njegovi sinovi svjedoče ubojstvu tijekom reizvedbe poznatog dvoboja između Aaron Burra i Alexandera Hamiltona. Ross naređuje svojim sinovima da pokupe video kamere drugih svjedoka kako ne bi bili blizu tijela. U prvoj epizodi 7 sezone ("Amends") Ross otkriva kako je njegov stariji film, Danny (15), uhvaćen kako spava s djevojkom i kako njegova bivša supruga hoće da on popriča s njihovim sinom. 
Iako je razveden, Ross održava neku vrstu prijateljstva sa svojom bivšom suprugom Nancy i njezinim novim momkom. U jednoj epizodi 6. sezone možemo vidjeti kako cijela obitelj večera za Dan zahvalnosti sve dok Ross nije pozvan na mjesto zločina. 
Ross je Židov. U jednoj epizodi Logan ga optužuje da je "prvo Židov, a onda policajac."